# 舍爾拉克角
舍爾拉克角（英語：Sherlac Point）是南極洲的海岬，位於葛拉漢地的丹科海岸，處於龍格島東南端，由比利時探險隊繪入地圖和命名，現時由南極條約體系管理。